# Central Standard Time

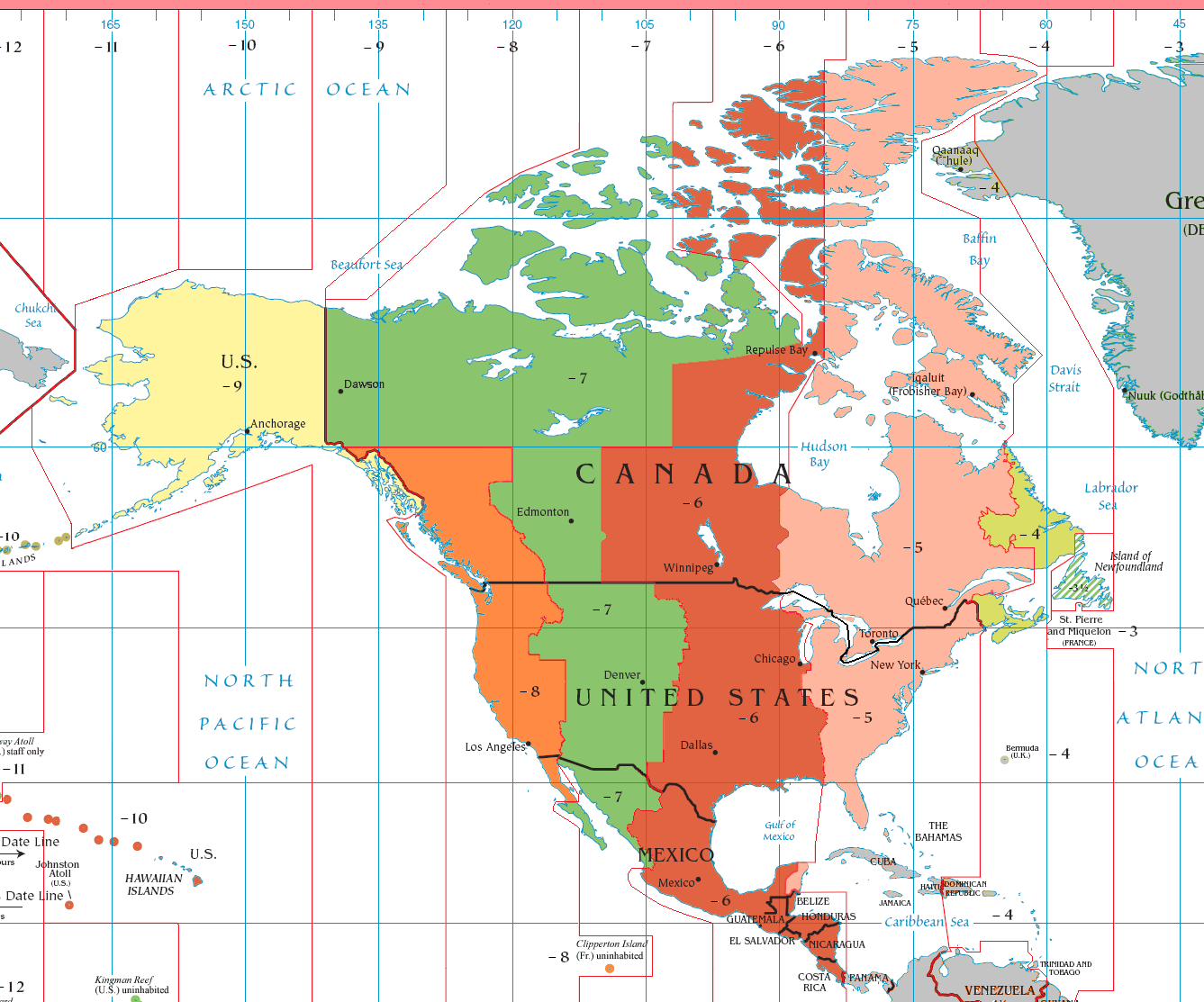
Nordamerikansk central tidszon
UTC−6

Central standard Time eller CST är den tidszonen som används i centrala USA och Kanada och i största delen av Mexiko. Dess normaltid definieras som sex timmar efter UTC (koordinerad universell tid). På sommaren används sommartid i dessa länder (med små undantagna områden), vilket innebär fem timmar efter UTC på sommaren. Sommartiden kallas i USA för CDT (förkortning för Central Daylight Saving Time). Det är 7 timmars tidsskillnad mot Centraleuropeisk tid, som bland annat används i Sverige.
Denna tid används i följande delstater:
- Kanada
  - Manitoba
  - del av Nunavut
  - mindre del av Ontario
  - mindre del av Saskatchewan (med sommartid)
  - större delen av Saskatchewan (utan sommartid)

- USA
  - Alabama
  - Arkansas
  - del av Florida
  - Illinois
  - mindre del av Indiana
  - Iowa
  - större delen av Kansas
  - västra halvan av Kentucky
  - Louisiana
  - mindre del av Michigan
  - Minnesota
  - Mississippi
  - Missouri
  - östra Nebraska
  - större delen av North Dakota
  - Oklahoma
  - South Dakota
  - större delen av Tennessee
  - större delen av Texas
  - Wisconsin

- Mexiko
  - större delen av landet, inklusive Mexico City.

Mexiko har avvikande datum för byte mellan sommartid och normaltid jämfört med USA. Tidszonen kallas Tiempo del centro. Datumet för omställning av sommartid är inte heller samma som i Europa, vilket gör att tidsskillnaden dit är 1 timme mindre någon vecka på vår och höst.